# Maori (taal)
Maori (in het Maori: Māori of Te Reo Māori, vaak afgekort als Te Reo) is de taal van de oorspronkelijke bewoners van Nieuw-Zeeland, de Maori's. Het is een van de drie officiële landstalen van Nieuw-Zeeland, naast het Engels en de Nieuw-Zeelandse Gebarentaal (NZSL).
Speciale tekens zijn klinkers met een streepje erboven (macron), zoals in het woord Māori. Het zijn de lange klinkers, vergelijk lange klinkers in het Nederlands.

## Gebruik

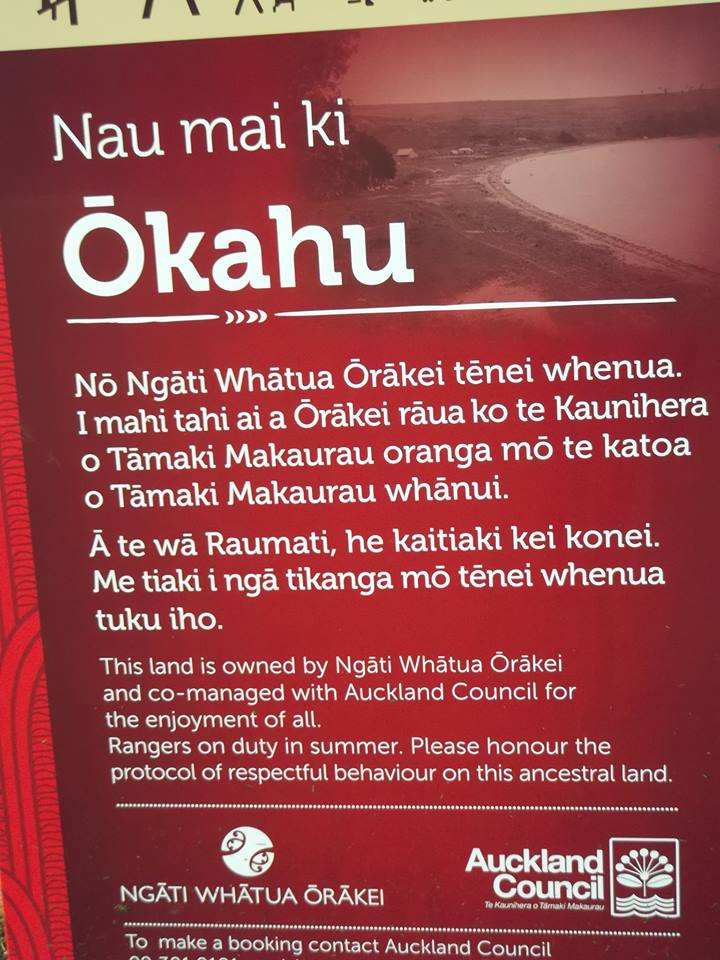
Bord in Maori

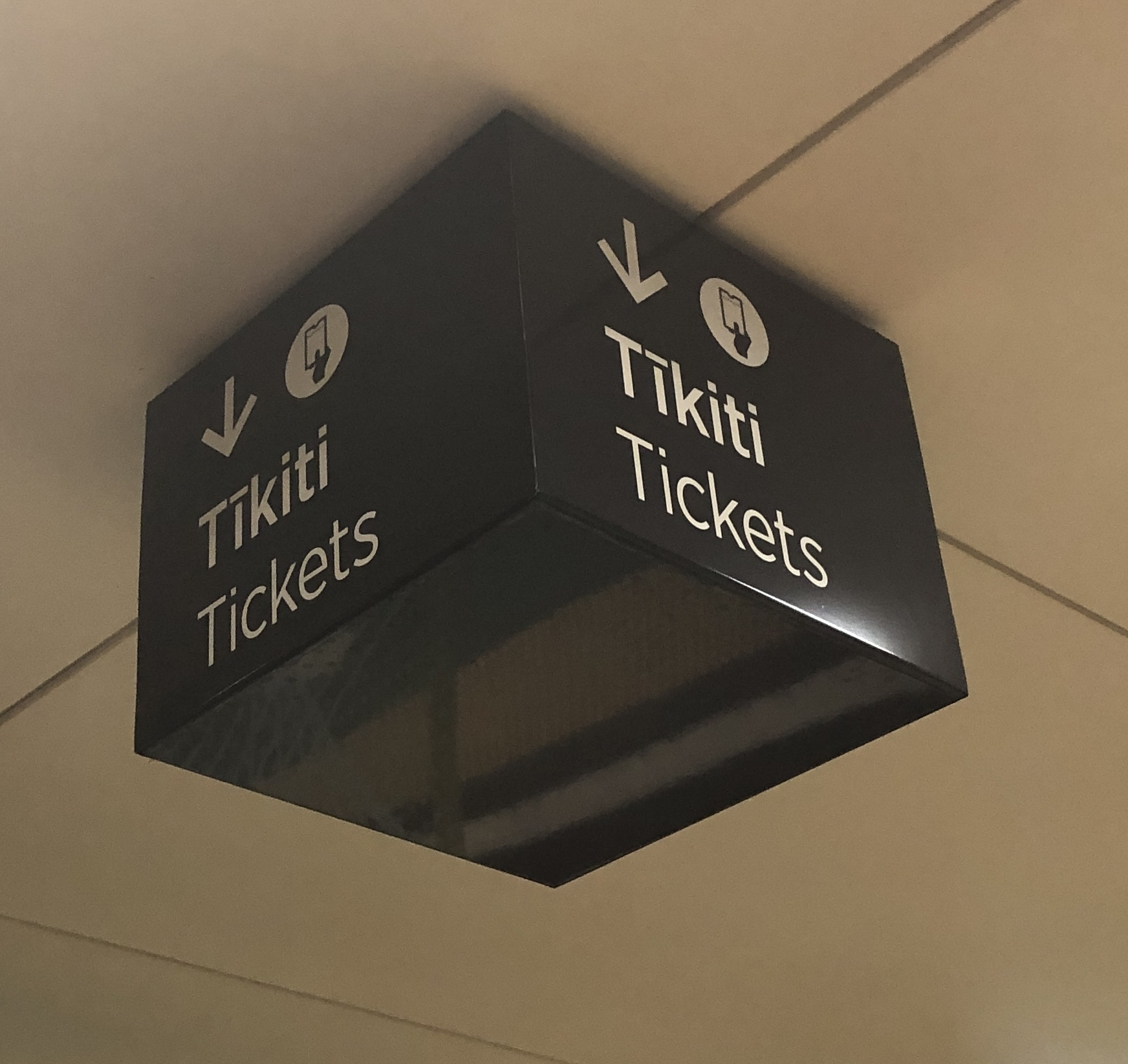
Tweetalig bord

Maori wordt gesproken door ongeveer 165.000 personen. Van de Maoribevolking in Nieuw-Zeeland zijn ongeveer 130.000 mensen in staat een gesprek over een alledaags onderwerp te houden. Dit is 23,7 procent van de Maoribevolking.
Kia ora betekent goede gezondheid en wordt ook als welkomst- en afscheidsgroet gebruikt.

## Voetnoten
1. ↑  Statistisch bureau van Nieuw-Zeeland "QuickStats National Highlights"
2. ↑  In Nieuw-Zeeland beleeft de Maoritaal een opleving, NRC. Gearchiveerd op 14 januari 2023.
3. ↑  Statistisch bureau van Nieuw-Zeeland "QuickStats About Māori"